# Salsipuedes (Argentina)
Salsipuedes é um município da província de Córdova, na Argentina.